# Paracytheridea scorpiona
Paracytheridea scorpiona is een mosselkreeftjessoort uit de familie van de Paracytherideidae. De wetenschappelijke naam van de soort is voor het eerst geldig gepubliceerd in 1951 door Howe.